# 劉志成
劉志成博士，MH（1958年—），人稱「劉博士」，曾為香港大埔區議會船灣選區議員，亦是一位工程師。其經營的工程公司，長期在船灣區內多個村落蓋新村屋，顯示與原居民和鄉事緊密關係。

## 參與選舉

### 區議會選舉
2011年香港區議會選舉，船灣選區的議席由盧三勝、黃惠棠及當時報稱獨立的劉志成爭奪，由於盧已達七十三歳，而且區內亦有求變的聲音，最終劉志成以過半數的1362票擊敗得票四成的盧三勝勝出。其後劉志成於2014年在大埔區議會內提出反對佔領中環議案，顯露其建制派背景。
2015年香港區議會選舉，劉志成在無競爭對手情況下自動當選連任。
2019年香港區議會選舉，劉志成對上由大埔民主聯盟支持的前人民力量成員蘇達良。劉志成得到了藝人兼當區選民曹永廉支持，但曹於投票日在社交媒體公開叫「黃屍食屎」，被網民（泛民主派支持者）大肆批評「藍到個心發黑」，成為投票日其中一個受關注的選區。最終蘇以3,583票，擊敗得3,444票的劉志成。
於區議會選舉失敗後，劉志成成立汀角路民生關注組(掛橫幅於其原有辦事處)。2020開始，有區內居民在臉書群組再造船灣表示收到該關注組電話宣傳，覺得騷擾。

### 歷屆選舉結果
| 政党   | 政党         | 候选人    | 票数  | %     | ±      |
| ------ | ------------ | --------- | ----- | ----- | ------ |
|        | 大埔民主聯盟 | ①. 蘇達良 | 3,583 | 50.99 | 不適用 |
|        | 新界社團聯會 | ②. 劉志成 | 3,444 | 49.01 | 不適用 |
| 多数票 | 多数票       | 多数票    | 139   | 1.98  | 不適用 |

| 政党   | 政党         | 候选人 | 票数     | %      | ±      |
| ------ | ------------ | ------ | -------- | ------ | ------ |
|        | 新界社團聯會 | 劉志成 | 自動當選 | 不適用 | 不適用 |
| 多数票 | 多数票       | 多数票 | 不適用   | 不適用 | 不適用 |

| 政党   | 政党         | 候选人    | 票数  | %     | ±      |
| ------ | ------------ | --------- | ----- | ----- | ------ |
|        | 新界社團聯會 | ①. 盧三勝 | 1,042 | 40.89 | -17.57 |
|        | 獨立         | ②. 劉志成 | 1,362 | 53.45 | 不適用 |
|        | 獨立         | ③. 黃惠棠 | 144   | 5.65  | 不適用 |
| 多数票 | 多数票       | 多数票    | 320   | 12.56 | 不適用 |

## 資料來源與註釋
1. ↑  . 大埔區議會. 2015-12-28  [2019-10-28]. （原始内容存档于2016-10-21） （中文（香港））.
2. ↑  . 壹週刊. 2019-11-24  [2019-12-26]. （原始内容存档于2021-06-18）.
3. ↑  . Apple Daily 蘋果日報. 2019-11-24  [2019-12-26]. （原始内容存档于2021-06-18）.
4. ↑  2019年香港區議會選舉網頁選舉結果(大埔) （页面存档备份，存于）。

## 外部連結
- . 大埔區議會. 2015-12-28  [2019-10-28]. （原始内容存档于2016-10-21） （中文（香港））.

| 香港區議會    | 香港區議會                                             | 香港區議會    |
| ------------- | ------------------------------------------------------ | ------------- |
| 前任： 盧三勝 | 大埔區議會 船灣選區區議員 2012年1月1日至2019年12月31日 | 繼任： 蘇達良 |